# Przywódcy państw i terytoriów zależnych w 2021
Przywódcy państw i terytoriów zależnych w 2021 – lista przywódców państw i terytoriów zależnych w roku 2021.

## Afryka
- Algieria
  - Prezydent – Abd al-Madżid Tabbun, Prezydenci Algierii (od 2019)
  - Premier –
    1. Abd al-Aziz Dżarad, Premierzy Algierii (2019–2021)
    2. Ajman Bin Abd ar-Rahman, Premierzy Algierii (od 2021)

- Angola
  - Prezydent – João Lourenço, Prezydenci Angoli (od 2017)

- Benin
  - Prezydent – Patrice Talon, Prezydenci Beninu (od 2016)

- Botswana
  - Prezydent – Mokgweetsi Masisi, Prezydenci Botswany (od 2018)

- Brytyjskie Terytorium Oceanu Indyjskiego (terytorium zamorskie Wielkiej Brytanii)
  - Komisarz – Ben Merrick, Komisarze Brytyjskiego Terytorium Oceanu Indyjskiego (od 2017)
  - Administrator – Linsey Billing, Administratorzy Brytyjskiego Terytorium Oceanu Indyjskiego (od 2017)

- Burkina Faso
  - Prezydent – Roch Marc Christian Kaboré, Prezydenci Burkina Faso (2015–2022)
  - Premier – 
    1. Christophe Joseph Marie Dabiré, Premierzy Burkina Faso (2019–2021)
    2. Lassina Zerbo, Premierzy Burkina Faso (od 2021)

- Burundi
  - Prezydent – Evariste Ndayishimiye, Prezydenci Burundi (od 2020)
  - Premier – Alain-Guillaume Bunyoni, Premierzy Burundi (2020–2022)

- Czad
  - Prezydent – Idriss Déby, Prezydenci Czadu (1990–2021)
  - Przewodniczący Tymczasowej Rady Wojskowej – Mahamat Déby Itno (od 2021)
  - p.o. premiera – Albert Pahimi Padacké (2021–2022)

- Demokratyczna Republika Konga
  - Prezydent – Félix Tshisekedi, Prezydenci Demokratycznej Republiki Konga (od 2019)
  - Premier –
    1. Sylvestre Ilunga, Premierzy Demokratycznej Republiki Konga (2019–2021)
    2. Jean-Michel Sama Lukonde, Premierzy Demokratycznej Republiki Konga (od 2021)

- Dżibuti
  - Prezydent – Ismail Omar Guelleh, Prezydenci Dżibuti (od 1999)
  - Premier – Abdoulkader Kamil Mohamed, Premierzy Dżibuti (od 2013)

- Egipt
  - Prezydent – Abd al-Fattah as-Sisi, Prezydenci Egiptu (od 2014)
  - Premier – Mustafa Madbuli, Premierzy Egiptu (od 2018)

- Erytrea
  - Prezydent – Isajas Afewerki, Prezydenci Erytrei (od 1993)

- Etiopia
  - Prezydent – Sahle-Work Zewde, Prezydenci Etiopii (od 2018)
  - Premier – Abiy Ahmed Ali, Premierzy Etiopii (od 2018)

- Gabon
  - Prezydent – Ali Bongo Ondimba, Prezydenci Gabonu (od 2009)
  - Premier – Rose Christiane Ossouka Raponda, Premierzy Gabonu (od 2020)

- Gambia
  - Prezydent – Adama Barrow, Prezydenci Gambii (od 2017)

- Ghana
  - Prezydent – Nana Akufo-Addo, Prezydenci Ghany (od 2017)

- Gwinea
  - Prezydent –
    1. Alpha Condé, Prezydenci Gwinei (2010–2021)
    2. Mamady Doumbouya, P.o. prezydenta Gwinei (od 2021)

  - Przewodniczący Narodowego Komitetu Pojednania i Rozwoju – Mamady Doumbouya (od 2021)
  - Premier –
    1. Ibrahima Kassory Fofana, Premierzy Gwinei (2018–2021)
    2. Mohamed Béavogui, P.o. premiera Gwinei (od 2021)

- Gwinea Bissau
  - Prezydent – Umaro Sissoco Embaló, Prezydenci Gwinei Bissau (od 2020)
  - Premier – Nuno Gomes Nabiam, Premierzy Gwinei Bissau (od 2020)

- Gwinea Równikowa
  - Prezydent – Teodoro Obiang Nguema Mbasogo, Prezydenci Gwinei Równikowej (od 1979)
  - Premier – Francisco Pascual Obama Asue, Premierzy Gwinei Równikowej (od 2016)

- Kamerun
  - Prezydent – Paul Biya, Prezydenci Kamerunu (od 1982)
  - Premier – Joseph Ngute, Premierzy Kamerunu (od 2019)

- Kenia
  - Prezydent – Uhuru Kenyatta, Prezydenci Kenii (od 2013)

- Komory
  - Prezydent – Azali Assoumani, Prezydenci Komorów (od 2016)

- Kongo
  - Prezydent – Denis Sassou-Nguesso, Prezydenci Konga (od 1997)
  - Premier –
    1. Clément Mouamba, Premierzy Konga (2016–2021)
    2. Anatole Collinet Makosso, Premierzy Konga (od 2021)

- Lesotho
  - Król – Letsie III, Królowie Lesotho (od 1996)
  - Premier – Moeketsi Majoro, Premierzy Lesotho (od 2020)

- Liberia
  - Prezydent – George Weah, Prezydenci Liberii (od 2018)

- Libia
  - Głowa państwa –
    - Akila Salih Isa, Przewodniczący Izby Reprezentantów (2014–2021) w opozycji do as-Sarradża od 30 marca 2016
    - Fajiz as-Sarradż, Przewodniczący Rady Prezydenckiej (2016–2021) 12 – 30 marca 2016 na emigracji w Tunisie, od 30 marca 2016 w Trypolisie

    1. Mohamed al-Menfi, Przewodniczący Rady Prezydenckiej (od 2021)

  - Premier –
    - Abd Allah as-Sani, Premierzy Libii (2014–2021) uznawany przez społeczność międzynarodową do marca 2016
    - Fajiz as-Sarradż, Premierzy Libii (2016–2021) 12 – 30 marca 2016 na emigracji w Tunisie, od 30 marca 2016 w Trypolisie

    1. Abdulhamid Dbeibeh, Premierzy Libii (od 2021)

- Madagaskar
  - Prezydent – Andry Rajoelina, Prezydenci Madagaskaru (od 2019)
  - Premier – Christian Ntsay, Premierzy Madagaskaru (od 2018)

- Majotta (departament zamorski Francji)
  - Prefekt – Dominique Sorain, Prefekci Majotty (od 2018)
  - Szef rządu – Soibahadine Ibrahim Ramadani, Przewodniczący Rady Departamentalnej Majotty (od 2015)

- Malawi
  - Prezydent – Lazarus Chakwera, Prezydenci Malawi (od 2020)

- Mali
  - p.o. prezydenta –
    1. Ba N’Daou, Prezydenci Mali (2020–2021)
    2. Assimi Goita (od 2021)

  - p.o. premiera – Moctar Ouane, Premierzy Mali (2020–2021)
  - p.o. premiera – Choguel Kokalla Maïga, Premierzy Mali (od 2021)

- Maroko
  - Król – Muhammad VI, Królowie Maroka (od 1999)
  - Premier –
    1. Sad ad-Din al-Usmani, Premierzy Maroka (2017–2021)
    2. Aziz Achannusz, Premierzy Maroka (od 2021)

  -  Sahara Zachodnia (państwo nieuznawane)
    - Prezydent – Ibrahim Ghali, Prezydenci Sahary Zachodniej (od 2016)
    - Premier – Buszraja Hammudi Bajun, Premierzy Sahary Zachodniej (od 2020)

- Mauretania
  - Prezydent – Muhammad wuld al-Ghazwani, Prezydenci Mauretanii (od 2019)
  - Premier – Muhammad wuld Bilal, Premierzy Mauretanii (od 2020)

- Mauritius
  - Prezydent – Prithvirajsing Roopun, Prezydenci Mauritiusa (od 2018)
  - Premier – Pravind Jugnauth, Premierzy Mauritiusa (od 2017)

- Mozambik
  - Prezydent – Filipe Nyusi, Prezydenci Mozambiku (od 2015)
  - Premier – Carlos Agostinho do Rosário, Premierzy Mozambiku (od 2015)

- Namibia
  - Prezydent – Hage Geingob, Prezydenci Namibii (od 2015)
  - Premier – Saara Kuugongelwa-Amadhila, Premierzy Namibii (od 2015)

- Niger
  - Prezydent –
    1. Mahamadou Issoufou, Prezydenci Nigru (2011–2021)
    2. Mohamed Bazoum, Prezydenci Nigru (2021–2023)

  - Premier –
    1. Brigi Rafini, Premierzy Nigru (2011–2021)
    2. Ouhoumoudou Mahamadou, Premierzy Nigru (2021–2023)

- Nigeria
  - Prezydent – Muhammadu Buhari, Prezydenci Nigerii (2015–2023)

- Południowa Afryka
  - Prezydent – Cyril Ramaphosa, Prezydenci Południowej Afryki (od 2018)

- Republika Środkowoafrykańska
  - Prezydent – Faustin-Archange Touadéra, Prezydenci Republiki Środkowoafrykańskiej (od 2016)
  - Premier –
    1. Firmin Ngrébada, Premierzy Republiki Środkowoafrykańskiej (2019–2021)
    2. Henri-Marie Dondra, Premierzy Republiki Środkowoafrykańskiej (od 2021)

- Republika Zielonego Przylądka
  - Prezydent – 
    1. Jorge Carlos Fonseca, Prezydenci Republiki Zielonego Przylądka (2011–2021)
    2. José Maria Neves, Prezydenci Republiki Zielonego Przylądka (od 2021)

  - Premier – Ulisses Correia e Silva, Premierzy Republiki Zielonego Przylądka (od 2016)

- Reunion (departament zamorski Francji)
  - Prefekt – Amaury de Saint-Quentin, Prefekci Reunionu (od 2017)
  - Przewodniczący Rady Departamentalnej – Nassimah Dindar, Przewodniczący Rady Departamentalnej (od 2015)
  - Przewodniczący Rady Regionalnej – Didier Robert, Przewodniczący Rady Regionalnej Reunionu (od 2010)

- Rwanda
  - Prezydent – Paul Kagame, Prezydenci Rwandy (od 2000)
  - Premier – Édouard Ngirente, Premierzy Rwandy (od 2017)

- Senegal
  - Prezydent – Macky Sall, Prezydenci Senegalu (od 2012)

- Seszele
  - Prezydent – Danny Faure, Prezydenci Seszeli (od 2016)

- Sierra Leone
  - Prezydent – Julius Maada Bio, Prezydenci Sierra Leone (od 2018)
  - Premier –
    1. David J. Francis, Premierzy Sierra Leone (2018–2021)
    2. Jacob Jusu Saffa, Premierzy Sierra Leone (od 2021)

- Somalia
  - Prezydent – Mohamed Abdullahi Mohamed, Prezydenci Somalii (od 2017)
  - Premier – Mohamed Hussein Roble, Premierzy Somalii (od 2020)
  -  Somaliland (państwo nieuznawane)
    - Prezydent – Muse Bihi Abdi, Prezydenci Somalilandu (od 2017)

  -  Puntland (autonomiczna republika w ramach Somalii)
    - Prezydent – Said Abdullahi Deni, Prezydenci Puntlandu (od 2019)

  -  Galmudug (autonomiczna republika w ramach Somalii)
    - Prezydent – Ahmed Duale Gelle, Prezydenci Galmudugu (od 2017)

- Eswatini
  - Król – Mswati III, Królowie Eswatini (od 1986)
  - Premier –
    1. Themba N. Masuku, p.o. Premierzy Eswatini (2020–2021)
    2. Cleopas Dlamini, Premierzy Eswatini (od 2021)

- Sudan
  - Przewodniczący Rady Suwerennej – Abd al-Fattah Abd ar-Rahman al-Burhan, Przewodniczący Rady Suwerennej Sudanu (od 2019)
  - Premier – 
    1. Abd Allah Hamduk, Premierzy Sudanu (2019–2021)
    2. Abd Allah Hamduk, Premierzy Sudanu (2021–2022)

- Sudan Południowy
  - Prezydent – Salva Kiir Mayardit, Prezydenci Sudanu Południowego (od 2005)

- Tanzania
  - Prezydent –
    1. John Magufuli, Prezydenci Tanzanii (2015–2021)
    2. Samia Suluhu, Prezydenci Tanzanii (od 2021)

  - Premier – Kassim Majaliwa, Premierzy Tanzanii (od 2015)

- Togo
  - Prezydent – Faure Gnassingbé, Prezydenci Togo (od 2005)
  - Premier – Victoire Tomegah Dogbé, Premierzy Togo (od 2020)

- Tunezja
  - Prezydent – Kajs Su’ajjid, prezydenci Tunezji (od 2019)
  - Premier –
    1. Hiszam Masziszi, Premierzy Tunezji (2020–2021)
    2. Najla Boudin Romdhane, Premierzy Tunezji (2021–2023)

- Uganda
  - Prezydent – Yoweri Museveni, Prezydenci Ugandy (od 1986)
  - Premier –
    1. Ruhakana Rugunda, Premierzy Ugandy (2014–2021)
    2. Robinah Nabbanja, Premierzy Ugandy (od 2021)

- Wybrzeże Kości Słoniowej
  - Prezydent – Alassane Ouattara, Prezydenci Wybrzeża Kości Słoniowej (od 2010)
  - Premier –
    1. Hamed Bakayoko, Premierzy Wybrzeża Kości Słoniowej (2020–2021)
    2. Patrick Achi, P.o. premiera Wybrzeża Kości Słoniowej (2021)
    3. Patrick Achi, Premierzy Wybrzeża Kości Słoniowej (od 2021)

- Wyspa Świętej Heleny, Wyspa Wniebowstąpienia i Tristan da Cunha (terytorium zamorskie Wielkiej Brytanii)
  - Gubernator – Philip Rushbrook, Gubernatorzy Wyspy Świętej Heleny, Wyspy Wniebowstąpienia i Tristan da Cunha (od 2019)

- Wyspy Świętego Tomasza i Książęca
  - Prezydent –
    1. Evaristo Carvalho, Prezydenci Wysp Świętego Tomasza i Książęcej (2016–2021)
    2. Carlos Vila Nova, Prezydenci Wysp Świętego Tomasza i Książęcej (od 2021)

  - Premier – Jorge Bom Jesus, Premierzy Wysp Świętego Tomasza i Książęcej (od 2018)

- Zambia
  - Prezydent –
    1. Edgar Lungu, Prezydenci Zambii (2015–2021)
    2. Hakainde Hichilema, Prezydenci Zambii (od 2021)

- Zimbabwe
  - Prezydent – Emmerson Mnangagwa, Prezydenci Zimbabwe (od 2017)

## Azja
- Afganistan
  - Prezydent –
    1. Aszraf Ghani, Prezydenci Afganistanu (2014–2021)
    2. Amrullah Saleh, p.o. prezydenta Afganistanu (od 2021)
- Afganistan
  - Emir – Hibatullah Achundzada, Emirowie Afganistanu (od 2021) od 15 sierpnia
  - P.o. premiera – Hasan Achund, Premierzy Afganistanu (od 2021) od 7 września

- Akrotiri (brytyjska suwerenna baza wojskowa w południowej części Cypru)
  - Administrator – Michael Wigston, Administratorzy Akrotiri i Dhekelii (od 2015)

- Arabia Saudyjska
  - Król – Salman ibn Abd al-Aziz Al Su’ud, Królowie Arabii Saudyjskiej (od 2015)

- Armenia
  - Prezydent – Armen Sarkisjan, Prezydenci Armenii (od 2018)
  - Premier – Nikol Paszinian, Premierzy Armenii (od 2018)

- Azerbejdżan
  - Prezydent – İlham Əliyev, Prezydenci Azerbejdżanu (od 2003)
  - Premier – Əli Əsədov, Premierzy Azerbejdżanu (od 2019)

- -  Górski Karabach (państwo nieuznawane)
    - Prezydent – Arajik Harutiunian, Prezydenci Górskiego Karabachu (od 2020)
    - Minister stanu – Grigori Martirosjan, Ministrowie stanu Górskiego Karabachu (od 2018)

- Bahrajn
  - Król – Hamad ibn Isa Al Chalifa, Królowie Bahrajnu (od 1999)
  - Premier – Salman ibn Hamad ibn Isa Al Chalifa, Premier Bahrajnu (od 2020)
- Bangladesz
  - Prezydent – Abdul Hamid, Prezydenci Bangladeszu (od 2013)
  - Premier – Sheikh Hasina Wajed, Premierzy Bangladeszu (od 2009)
- Bhutan
  - Król – Jigme Khesar Namgyel Wangchuck, Królowie Bhutanu (od 2006)
  - Premier – Lotay Tshering, Premier Bhutanu (od 2018)
- Brunei
  - Sułtan – Hassanal Bolkiah, Sułtani Brunei (od 1967)
- Chiny
  - Sekretarz generalny KPCh – Xi Jinping, Sekretarze Generalni Komunistycznej Partii Chin (od 2012)
  - Przewodniczący ChRL – Xi Jinping, Przewodniczący Chińskiej Republiki Ludowej (od 2013)
  - Premier – Li Keqiang, Premierzy Chińskiej Republiki Ludowej (od 2013)
  - Przewodniczący CKW KC KPCh – Xi Jinping, Przew. Centralnej Komisji Wojskowej Komitetu Centralnego KPCh (od 2012)
- Cypr
  - Prezydent – Nikos Anastasiadis, Prezydenci Cypru (od 2013)
  -  Cypr Północny (państwo nieuznawane)
    - Prezydent – Ersin Tatar, Prezydenci Cypru Północnego (od 2020)
    - Premier – Ersan Saner, Premierzy Cypru Północnego (od 2020)
- Dhekelia (brytyjska suwerenna baza wojskowa w południowo-wschodniej części Cypru)
  - Administrator – Michael Wigston, Administratorzy Akrotiri i Dhekelii (od 2015)

- Filipiny
  - Prezydent – Rodrigo Duterte, Prezydenci Filipin (2016–2022)

- Gruzja
  - Prezydent – Salome Zurabiszwili, Prezydenci Gruzji (od 2018)
  - Premier –
    1. Giorgi Gacharia, Premierzy Gruzji (2019–2021)
    2. Irakli Garibaszwili, Premierzy Gruzji (od 2021)

- -  Abchazja (państwo nieuznawane)
    - Prezydent – Asłan Bżanija, Prezydenci Abchazji (od 2020)
    - Premier – Aleksandr Ankwab, Premierzy Abchazji (od 2020)

  -  Osetia Południowa (państwo nieuznawane)
    - Prezydent – Anatolij Bibiłow, Prezydenci Osetii Południowej (od 2017)
    - Premier – Giennadij Biekojew, P.o. premierzy Osetii Południowej (od 2020)
- Indie
  - Prezydent – Ram Nath Kovind, Prezydenci Indii (od 2017)
  - Premier – Narendra Modi, Premierzy Indii (od 2014)
- Indonezja
  - Prezydent – Joko Widodo, prezydenci Indonezji (od 2014)
- Irak
  - Prezydent –
  - Barham Salih, Prezydenci Iraku (od 2018)
  - Premier – Mustafa al-Kazimi, Premierzy Iraku (od 2020)
- Iran
  - Najwyższy przywódca – Ali Chamenei, Najwyżsi przywódcy Iranu (od 1989)
  - Prezydent –
    1. Hasan Rouhani, Prezydenci Iranu (2013–2021)
    2. Ebrahim Ra’isi, Prezydenci Iranu (od 2021)
- Izrael
  - Prezydent –
    1. Re’uwen Riwlin, Prezydenci Izraela (2014–2021)
    2. Jicchak Herzog, Prezydenci Izraela (od 2021)

  - Premier –
    1. Binjamin Netanjahu, Premierzy Izraela (2009–2021)
    2. Naftali Bennett, Premierzy Izraela (od 2021)

  -  Palestyna (państwo nieuznawane)
    - Prezydent – Mahmud Abbas, Prezydenci Autonomii Palestyńskiej (od 2005)
    - Premier – Mohammed Sztajeh, Premierzy Autonomii Palestyńskiej (od 2019)

- Japonia
  - Cesarz – Naruhito, Cesarze Japonii (od 2019)
  - Premier –
    1. Yoshihide Suga, Premierzy Japonii (2020–2021)
    2. Fumio Kishida, Premierzy Japonii (od 2021)

- Jemen
  - Prezydent – Abd Rabbuh Mansur Hadi, Prezydenci Jemenu (2012–2015 i ponownie od 2015)
  - Premier – Ma’in Abd al-Malik Sa’id, Premierzy Jemenu (od 2018)
  - Naczelny Komitet Rewolucyjny Jemenu
    - Głowa Państwa – Mahdi al-Maszat, Przewodniczący Najwyższej Rady Politycznej Jemenu (od 2018)
    - Premier – Abdel Aziz bin Habtour, Premier Jemenu (od 2016)

- Jordania
  - Król – Abdullah II, Królowie Jordanii (od 1999)
  - Premier – Biszr al-Chasawina, Premierzy Jordanii (od 2020)

- Kambodża
  - Król – Norodom Sihamoni, Królowie Kambodży (od 2004)
  - Premier – Hun Sen, Premierzy Kambodży (1985–2023)

- Katar
  - Emir – Tamim ibn Hamad Al Sani, Emirowie Kataru (od 2013)
  - Premier – Chalid ibn Chalifa ibn Abd al-Aziz Al Sani, Premierzy Kataru (2020–2023)

- Kazachstan
  - Prezydent – Kasym-Żomart Tokajew, Prezydenci Kazachstanu (od 2019)
  - Premier – Askar Mamin, Premierzy Kazachstanu (2019–2022)

- Kirgistan
  - p.o. prezydenta – Tałant Mamytow, Prezydenci Kirgistanu (2020–2021)
  - Prezydent – Sadyr Dżaparow, Prezydenci Kirgistanu (od 2021)
  - Premier –
    1. Artiom Nowikow, P.o. premiera Kirgistanu (2020–2021)
    2. Ułukbiek Maripow, Premierzy Kirgistanu (2021)

  - Przewodniczący Gabinetu Ministrów – 
    1. Ułukbiek Maripow, Przewodniczący Gabinetu Ministrów Kirgistanu (2021)
    2. Akyłbiek Żaparow, Przewodniczący Gabinetu Ministrów Kirgistanu (od 2021)

- Korea Południowa
  - Prezydent – Mun Jae-in, Prezydenci Korei Południowej (od 2017)
    1. Premier – Chung Sye-kyun, Premierzy Korei Południowej (2020–2021)
    2. Premier – Kim Boo-kyum, Premierzy Korei Południowej (od 2021)
    3. p.o. premiera – Kim Boo-kyum (2021)

- Korea Północna
  - Szef partii komunistycznej – Kim Dzong Un, Pierwszy Sekretarz Partii Pracy Korei (od 2011)
  - Głowa państwa – Ch’oe Ryong Hae, Przewodniczący Prezydium Najwyższego Zgromadzenia Ludowego KRLD (od 2019)
  - Premier – Kim Tok-Hun, Premierzy Korei Północnej (od 2020)
- Kuwejt
  - Emir – Nawwaf al-Ahmad al-Dżabir as-Sabah, Emirowie Kuwejtu (2020–2023)
  - Premier – Sabah al-Chalid as-Sabah, Premierzy Kuwejtu (2019–2022)
- Laos
  - Sekretarz Generalny KC LPL-R –
    1. Boungnang Vorachith, Sekretarze Generalni Komitetu Centralnego Laotańskiej Partii Ludowo-Rewolucyjnej (2016–2021)
    2. Thongloun Sisoulith, Sekretarze Generalni Komitetu Centralnego Laotańskiej Partii Ludowo-Rewolucyjnej (od 2021)

  - Prezydent –
    1. Boungnang Vorachith, Prezydenci Laosu (2016–2021)
    2. Thongloun Sisoulith, Prezydenci Laosu (od 2021)

  - Premier –
    1. Thongloun Sisoulith, Premierzy Laosu (2016–2021)
    2. Phankham Viphavanh, Premierzy Laosu (od 2021)
- Liban
  - Prezydent – Michel Aoun, Prezydenci Libanu (od 2016)
  - Premier –
    1. Hassan Dijab, Premierzy Libanu (2020–2021)
    2. Nadżib Mikati, Premierzy Libanu (od 2021)
- Malediwy
  - Prezydent – Ibrahim Mohamed Solih, Prezydenci Malediwów (od 2018)
- Malezja
  - Monarcha – Abdullah, Yang di-Pertuan Agong Malezji (od 2019)
  - Premier –
    1. Muhyiddin Yassin, Premierzy Malezji (2020–2021)
    2. Ismail Sabri Yaakob, Premierzy Malezji (od 2021)
- Mjanma
  - Prezydent –
    1. Win Myint, Prezydenci Mjanmy (2018–2021)
    2. Myint Swe, P.o. prezydenta Mjanmy (od 2021)

  - Przewodniczący Rady Administracji Państwowej – Ming Aung Hlaing (od 2021)
  - Premier –
    1. Aung San Suu Kyi, Premierzy Mjanmy (2016–2021) do 1 lutego
    2. Min Aung Hlaing, Przywódca Mjanmy (od 2021) od 1 sierpnia
- Mongolia
  - Prezydent –
    1. Chaltmaagijn Battulga, Prezydenci Mongolii (2017–2021)
    2. Uchnaagijn Chürelsüch, Prezydenci Mongolii (od 2021)

  - Premier –
    1. Uchnaagijn Chürelsüch, Premierzy Mongolii (2017–2021)
    2. Luvsannamsrain Oyun-Erdene, Premierzy Mongolii (od 2021)
- Nepal
  - Prezydent – Bidhya Devi Bhandari, Prezydenci Nepalu (2015–2023)
  - Premier –
    1. Khadga Prasad Sharma Oli, Premierzy Nepalu (2018–2021)
    2. Sher Bahadur Deuba, Premierzy Nepalu (2021–2022)
- Oman
  - Sułtan – Hajsam ibn Tarik Al Sa’id, Sułtani Omanu (od 2020)
- Pakistan
  - Prezydent – Arif Alvi, Prezydenci Pakistanu (od 2018)
  - Premier – Imran Khan, Premierzy Pakistanu (od 2018)
- Singapur
  - Prezydent – Halimah Yacob, Prezydenci Singapuru (od 2017)
  - Premier – Lee Hsien Loong, Premierzy Singapuru (od 2004)
- Sri Lanka
  - Prezydent – Gotabaya Rajapaksa, Prezydenci Sri Lanki (od 2019)
  - Premier – Mahinda Rajapaksa, Premierzy Sri Lanki (2019–2022)
- Syria
  - Prezydent – Baszszar al-Asad, Prezydenci Syrii (od 2000)
  - Premier – Husajn Arnus, Premierzy Syrii (od 2020)
    -  Syryjska Koalicja Narodowa na rzecz Opozycji i Sił Rewolucyjnych
      - Prezydent – Riad Seifa, Przewodniczący Syryjskiej Koalicji Narodowej na rzecz Opozycji i Sił Rewolucyjnych (od 2017)
      - Premier – Dżawad Abu Hatab, Premierzy powstańczej Syryjskiej Koalicji Narodowej (od 2016)
- Tadżykistan
  - Prezydent – Emomali Rahmon, Prezydenci Tadżykistanu (od 1992)
  - Premier – Kohir Rasulzoda, Premierzy Tadżykistanu (od 2013)
- Tajlandia
  - Król – Maha Vajiralongkorn, Królowie Tajlandii (od 2016)
  - Premier – Prayuth Chan-ocha, Premierzy Tajlandii (od 2014)
- Tajwan (państwo częściowo uznawane)
  - Prezydent – Tsai Ing-wen, Prezydenci Republiki Chińskiej (od 2016)
  - Premier – Su Tseng-chang, Premierzy Republiki Chińskiej (od 2019)
- Timor Wschodni
  - Prezydent – Francisco Guterres, Prezydenci Timoru Wschodniego (od 2017)
  - Premier – Taur Matan Ruak, Premierzy Timoru Wschodniego (od 2018)
- Turcja
  - Prezydent – Recep Tayyip Erdoğan, prezydenci Turcji (od 2014)
- Turkmenistan
  - Prezydent – Gurbanguly Berdimuhamedow, Prezydenci Turkmenistanu (2006–2022)
- Uzbekistan
  - Prezydent – Shavkat Mirziyoyev, Prezydenci Uzbekistanu (od 2016)
  - Premier – Abdulla Aripov, Premierzy Uzbekistanu (od 2016)
- Wietnam
  - Sekretarz Generalny KC KPW – Nguyễn Phú Trọng, Sekretarze Generalni Komitetu Centralnego Komunistycznej Partii Wietnamu (od 2011)
  - Prezydent –
    1. Nguyễn Phú Trọng, Prezydenci Wietnamu (2018–2021)
    2. Nguyễn Xuân Phúc, Prezydenci Wietnamu (2021–2023)

  - Premier –
    1. Nguyễn Xuân Phúc, Premierzy Wietnamu (2016–2021)
    2. Phạm Minh Chính, Premierzy Wietnamu (od 2021)
- Zjednoczone Emiraty Arabskie
  - Prezydent – Chalifa ibn Zajid Al Nahajjan, Prezydenci Zjednoczonych Emiratów Arabskich (2004–2022)
  - Premier – Muhammad ibn Raszid Al Maktum, Premierzy Zjednoczonych Emiratów Arabskich (od 2006)

## Europa
- Albania
  - Prezydent – Ilir Meta, Prezydenci Albanii (2017–2022)
  - Premier – Edi Rama, Premierzy Albanii (od 2013)
- Andora
  - Monarchowie
    - Współksiążę francuski – Emmanuel Macron, Współksiążę francuski Andory (od 2017)
      - Przedstawiciel – Patrick Strzoda (od 2017)

    - Współksiążę episkopalny – Joan Enric Vives Sicília, Współksiążę episkopalny Andory (od 2003)
      - Przedstawiciel – Josep Maria Mauri (od 2012)

  - Premier – Xavier Espot Zamora, Premierzy Andory (od 2019)
- Austria
  - Prezydent – Alexander Van der Bellen, Prezydenci Austrii (od 2017)
  - Kanclerz –
    1. Sebastian Kurz, Kanclerze Austrii (2020–2021)
    2. Alexander Schallenberg, Kanclerze Austrii (2021)
    3. Karl Nehammer, Kanclerze Austrii (od 2021)

- Belgia
  - Król – Filip I, Królowie Belgów (od 2013)
  - Premier – Alexander De Croo, Premierzy Belgii (od 2020)

- Białoruś
  - Prezydent – Alaksandr Łukaszenka, Prezydenci Białorusi (od 1994)
  - Premier – Raman Hałouczenka, Premierzy Białorusi (od 2020)

- Bośnia i Hercegowina
  - Głowa państwa – Prezydium Republiki Bośni i Hercegowiny
    - przedstawiciel Serbów – Milorad Dodik (2018–2022), Przewodniczący Prezydium Republiki Bośni i Hercegowiny (2020–2021)
    - przedstawiciel Chorwatów – Željko Komšić (od 2018), Przewodniczący Prezydium Republiki Bośni i Hercegowiny (2021–2022)
    - przedstawiciel Boszniaków – Šefik Džaferović (2018–2022)

  - Premier – Zoran Tegeltija, Premierzy Bośni i Hercegowiny (od 2019)
  - Wysoki Przedstawiciel –
    1. Valentin Inzko, Wysoki Przedstawiciel dla Bośni i Hercegowiny (2009–2021)
    2. Christian Schmidt, Wysoki Przedstawiciel dla Bośni i Hercegowiny (od 2021)

- Bułgaria
  - Prezydent – Rumen Radew, Prezydenci Bułgarii (od 2017)
  - Premier
    1. – Bojko Borisow, Premierzy Bułgarii (2017–2021)
    2. – Stefan Janew, Premierzy Bułgarii (2021)
    3. – Kirił Petkow, Premierzy Bułgarii (od 2021)

- Chorwacja
  - Prezydent – Zoran Milanović, Prezydenci Chorwacji (od 2020)
  - Premier – Andrej Plenković, Premierzy Chorwacji (od 2016)

- Czarnogóra
  - Prezydent – Milo Đukanović, Prezydenci Czarnogóry (od 2018)
  - Premier – Zdravko Krivokapić, Premierzy Czarnogóry (2020–2022)

- Czechy
  - Prezydent – Miloš Zeman, Prezydenci Czech (2013–2023)
  - Premier – 
    1. Andrej Babiš, Premierzy Czech (2017–2021)
    2. Petr Fiala, Premierzy Czech (od 2021)
- Dania
  - Król – Małgorzata II, Królowie Danii (1972–2024)
  - Premier – Mette Frederiksen, Premierzy Danii (od 2019)
  -  Wyspy Owcze (Autonomiczne terytorium Królestwa Danii)
    - Królewski administrator – Lene Moyell Johansen, Królewscy administratorzy Wysp Owczych (od 2017)
    - Premier – Aksel V. Johannesen, Premierzy Wysp Owczych (od 2015)
- Estonia
  - Prezydent –
    1. Kersti Kaljulaid, Prezydenci Estonii (2016–2021)
    2. Alar Karis, Prezydenci Estonii (od 2021)

- - Premier –
    1. Jüri Ratas, Premierzy Estonii (2016–2021)
    2. Kaja Kallas, Premierzy Estonii (od 2021)

- Finlandia
  - Prezydent – Sauli Niinistö, Prezydenci Finlandii (od 2012)
  - Premier – Sanna Marin, Premierzy Finlandii (2019–2023)

- Francja
  - Prezydent – Emmanuel Macron, prezydenci Francji (od 2017)
  - Premier – Jean Castex, Premierzy Francji (2020–2022)

- Grecja
  - Prezydent – Ekaterini Sakielaropulu, Prezydenci Grecji (od 2020)
  - Premier – Kiriakos Mitsotakis, Premierzy Grecji (2019–2023)

- Hiszpania
  - Król – Filip VI, Królowie Hiszpanii (od 2014)
  - Premier – Pedro Sánchez Premierzy Hiszpanii (od 2018)
- Holandia
  - Król – Wilhelm-Aleksander, Królowie Niderlandów (od 2013)
  - Premier – Mark Rutte, Premierzy Holandii (od 2010)
- Irlandia
  - Prezydent – Michael D. Higgins, Prezydenci Irlandii (od 2011)
  - Premier – Leo Varadkar, Premierzy Irlandii (od 2017)
- Islandia
  - Prezydent – Guðni Th. Jóhannesson, Prezydenci Islandii (od 2016)
  - Premier – Katrín Jakobsdóttir, Premierzy Islandii (od 2017)
- Liechtenstein
  - Książę – Jan Adam II, Książęta Liechtensteinu (od 1989)
  - Regent – Alojzy (od 2004)
  - Premier –
    1. Adrian Hasler, Premierzy Liechtensteinu (2013–2021)
    2. Daniel Risch, Premierzy Liechtensteinu (od 2021)
- Litwa
  - Prezydent – Gitanas Nausėda, Prezydenci Litwy (od 2019)
  - Premier – Ingrida Šimonytė, Premierzy Litwy (od 2020)

- Luksemburg
  - Wielki książę – Henryk, Wielcy książęta Luksemburga (od 2000)
  - Premier – Xavier Bettel, Premierzy Luksemburga (od 2013)

- Łotwa
  - Prezydent – Raimonds Vējonis, Prezydenci Łotwy (od 2015)
  - Premier – Arturs Krišjānis Kariņš, Premierzy Łotwy (od 2019)

- Macedonia Północna
  - Prezydent – Stewo Pendarowski, Prezydenci Macedonii Północnej (od 2019)
  - Premier – Zoran Zaew, Premierzy Macedonii Północnej (2020–2022)
- Malta
  - Prezydent – George Vella, Prezydenci Malty (od 2019)
  - Premier – Robert Abela, Premierzy Malty (od 2020)
- Mołdawia
  - Prezydent – Maia Sandu, Prezydenci Mołdawii (od 2020)
  - p.o. premiera – Aureliu Ciocoi, Premierzy Mołdawii (2020–2021)
  - Premier – Natalia Gavrilița, Premierzy Mołdawii (od 2021)
  -  Naddniestrze (państwo nieuznawane)
    - Prezydent – Wadim Krasnosielski, Prezydenci Naddniestrza (od 2016)
    - Premier – Aleksandr Martynow, Premierzy Naddniestrza (od 2016)
- Monako
  - Książę – Albert II, Książęta Monako (od 2005)
  - Minister stanu – Pierre Dartout, Ministrowie stanu Monako (od 2020)
- Niemcy
  - Prezydent – Frank-Walter Steinmeier, prezydenci Niemiec (od 2017)
  - Kanclerz – 
    1. Angela Merkel, Kanclerze Niemiec (2005–2021)
    2. Olaf Scholz, Kanclerze Niemiec (od 2021)
- Norwegia
  - Król – Harald V, Królowie Norwegii (od 1991)
  - Premier – 
    1. Erna Solberg, Premierzy Norwegii (2013–2021)
    2. Jonas Gahr Støre, Premierzy Norwegii (od 2021)

- Polska
  - Prezydent – Andrzej Duda, prezydenci Polski (od 2015)
  - Premier – Mateusz Morawiecki, Premierzy Polski (od 2017)
- Portugalia
  - Prezydent – Marcelo Rebelo de Sousa, Prezydenci Portugalii (od 2016)
  - Premier – António Costa, Premierzy Portugalii (od 2015)
- Rosja
  - Prezydent – Władimir Putin, Prezydenci Rosji (od 2012)
  - Premier – Michaił Miszustin, Premierzy Rosji (od 2020)
- Rumunia
  - Prezydent – Klaus Iohannis, Prezydenci Rumunii (od 2014)
  - Premier – 
    1. Florin Cîțu, Premierzy Rumunii (2020–2021)
    2. Nicolae Ciucă, Premierzy Rumunii (od 2021)
- San Marino
  - Kapitanowie regenci –
    1. Alessandro Mancini i Grazia Zafferani, Kapitanowie regenci San Marino (2020–2021)
    2. Gian Carlo Venturini i Marco Nicolini, Kapitanowie regenci San Marino (2021)
    3. Francesco Mussoni i Giacomo Simoncini, Kapitanowie regenci San Marino (od 2021)

  - Szef rządu – Nicola Renzi, Sekretarze Stanu do spraw Politycznych i Zagranicznych San Marino (od 2016)
- Serbia
  - Prezydent – Aleksandar Vučić, Prezydenci Serbii (od 2017)
  - Premier – Ana Brnabić, Premierzy Serbii (od 2017)
  -  Kosowo (państwo częściowo uznawane pod zarządem ONZ)
    - p.o. prezydenta –
      -         1. Vjosa Osmani, Prezydenci Kosowa (2020–2021)
        2. Glauk Konjufca, Prezydenci Kosowa (2021)
        3. Vjosa Osmani, Prezydenci Kosowa (od 2021)

    - Premier –
      -         1. Avdullah Hoti, Premierzy Kosowa (2020–2021)

      1. Albin Kurti, Premierzy Kosowa (od 2021)

    - Specjalny Przedstawiciel – Zahir Tanin, Specjalni Przedstawiciele Sekretarza Generalnego ONZ w Kosowie (od 2015)
- Słowacja
  - Prezydent – Zuzana Čaputová, Prezydenci Słowacji (od 2019)
  - Premier –
    1. Igor Matovič, Premierzy Słowacji (2020–2021)
    2. Eduard Heger, Premierzy Słowacji (od 2021)

- Słowenia
  - Prezydent – Borut Pahor, Prezydenci Słowenii (2012–2022)
  - Premier – Janez Janša, Premierzy Słowenii (2020–2022)

- Szwajcaria
  - Rada Związkowa – Alain Berset (od 2012), Ignazio Cassis (od 2017), Viola Amherd (od 2019), Ueli Maurer (od 2009), Guy Parmelin (od 2016, prezydent), Karin Keller-Sutter (od 2019), Simonetta Sommaruga (od 2010)
- Szwecja
  - Król – Karol XVI Gustaw, Królowie Szwecji (od 1973)
  - Premier – 
    1. Stefan Löfven, Premierzy Szwecji (2014–2021)
    2. Magdalena Andersson, Premierzy Szwecji (od 2021)
- Ukraina
  - Prezydent – Wołodymyr Zełenski, prezydenci Ukrainy (od 2019)
  - Premier – Wołodymyr Hrojsman, Premierzy Ukrainy (od 2016)
    -  Ługańska Republika Ludowa (państwo nieuznawane)
      - Głowa państwa – Leonid Pasiecznik, Przewodniczący Ługańskiej Republiki Ludowej (od 2017)
      - Premier – Siergiej Kozłow, Premierzy Ługańskiej Republiki Ludowej (od 2015)

    -  Doniecka Republika Ludowa (państwo nieuznawane)
      - Premier – Aleksandr Ananczenko, p.o. Przewodniczącego Donieckiej Republiki Ludowej (od 2018)
- Unia Europejska
  - Prezydencja Rady Unii Europejskiej –
    1. Portugalia (od I 2021)

  - Przewodniczący Rady Europejskiej – Charles Michel (od 2019)
  - Przewodniczący Komisji Europejskiej – Ursula von der Leyen (od 2019)
  - Przewodniczący Parlamentu Europejskiego – David Sassoli (2019–2022)
  - Wysoki przedstawiciel Unii do spraw zagranicznych i polityki bezpieczeństwa – Josep Borrell (od 2019)
- Watykan
  - Papież – Franciszek, Suweren Państwa Miasto Watykan (od 2013)
  - Prezydent Gubernatoratu –
    1. Giuseppe Bertello, Prezydenci Papieskiej Komisji Państwa Watykańskiego (2011–2021)
    2. Fernando Vérgez Alzaga, Prezydenci Papieskiej Komisji Państwa Watykańskiego (od 2021)

  - Stolica Apostolska
    - Sekretarz stanu – Pietro Parolin, Sekretarze stanu Stolicy Apostolskiej (od 2013)

- Węgry
  - Prezydent – János Áder, Prezydent Węgier (2012–2022)
  - Premier – Viktor Orbán, Premierzy Węgier (od 2010

- Wielka Brytania
  - Król – Elżbieta II, Królowie Zjednoczonego Królestwa (1952–2022)
  - Premier – Boris Johnson, Premierzy Wielkiej Brytanii (2019–2022)
  -  Wyspa Man (Dependencja korony brytyjskiej)
    - Gubernator porucznik – Richard Gozney, Gubernatorzy porucznicy Wyspy Man (od 2016)
    - Szef ministrów – Howard Quayle, Premierzy Wyspy Man (od 2016)

  -  Guernsey (Dependencja korony brytyjskiej)
    - Gubernator porucznik – Ian Corder, Gubernatorzy porucznicy Guernsey (od 2016)
    - Baliw – Richard Collas, Baliwowie Guernsey (od 2012)
    - Przewodniczący Komitetu Polityki i Zasobów – Gavin St. Pier, Przewodniczący Komitetu Polityki i Zasobów Guernsey (od 2016)

  -  Jersey (Dependencja korony brytyjskiej)
    - Gubernator porucznik – Stephen Dalton, Gubernatorzy porucznicy Jersey (od 2017)
    - Baliw – William Bailhache, Baliwowie Jersey (od 2015)
    - Szef ministrów – John Le Fondré, Szefowie ministrów Jersey (od 2018)

  -  Gibraltar (terytorium zamorskie Wielkiej Brytanii)
    - Gubernator – David Steel, Gubernatorzy Gibraltaru (od 2020)
    - Szef ministrów – Fabian Picardo, Szefowie ministrów Gibraltaru (od 2011)
- Włochy
  - Prezydent – Sergio Mattarella, Prezydenci Włoch (od 2015)
  - Premier –
    1. Giuseppe Conte, Premierzy Włoch (2018–2021)
    2. Mario Draghi, Premierzy Włoch (2021–2022)

## Ameryka Północna
- Anguilla (terytorium zamorskie Wielkiej Brytanii)
  - Gubernator –
    1. Tim Foy, Gubernatorzy Anguilli (2017–2021)
    2. Dileeni Daniel-Selvaratnam, Gubernatorzy Anguilli (od 2021)

  - Szef ministrów – Victor Banks, Szefowie ministrów Anguilli (od 2015)
- Antigua i Barbuda
  - Król – Elżbieta II, Królowie Antigui i Barbudy (1981–2022)
  - Gubernator generalny – Rodney Williams, Gubernatorzy generalni Antigui i Barbudy (od 2014)
  - Premier – Gaston Browne, Premierzy Antigui i Barbudy (od 2014)
- Aruba (samorządny kraj członkowski Królestwa Niderlandów)
  - Gubernator – Alfonso Boekhoudt, Gubernatorzy Aruby (od 2017)
  - Premier – Evelyn Wever-Croes, Premierzy Aruby (od 2017)

- Bahamy
  - Król – Elżbieta II, Królowie Bahamów (1973–2022)
  - Gubernator generalny – Cornelius A. Smith, Gubernatorzy generalni Bahamów (od 2019)
  - Premier –
    1. Hubert Minnis, Premierzy Bahamów (2017–2021)
    2. Philip Davis, Premierzy Bahamów (od 2021)

- Barbados
  - Król – Elżbieta II, Królowie Barbadosu (1966–2021) do 30 listopada
  - Gubernator generalny – Sandra Mason, Gubernator generalny Barbadosu (2018–2021) do 30 listopada
  - Prezydent – Sandra Mason, Prezydenci Barbadosu (od 2021) od 30 listopada
  - Premier – Mia Mottley, Premierzy Barbadosu (od 2018)

- Belize
  - Król – Elżbieta II, Królowie Belize (1981–2022)
  - Gubernator generalny –
    1. Colville Young, Gubernatorzy generalni Belize (1993–2021)
    2. Stuart Leslie, P.o. gubernatora generalnego Belize (2021)
    3. Froyla Tzalam, Gubernatorzy generalni Belize (od 2021)

  - Premier – Juan Antonio Briceño, Premierzy Belize (od 2020)

- Bermudy (terytorium zamorskie Wielkiej Brytanii)
  - Gubernator – Rena Lalgie, Gubernatorzy Bermudów (od 2020)
  - Premier – E. David Burt, Premierzy Bermudów (od 2017)

- Brytyjskie Wyspy Dziewicze (terytorium zamorskie Wielkiej Brytanii)
  - Gubernator –
    1. Augustus Jaspert, Gubernatorzy Brytyjskich Wysp Dziewiczych (2017–2021)
    2. David D. Archer, Gubernatorzy Brytyjskich Wysp Dziewiczych (2021)
    3. John Rankin, Gubernatorzy Brytyjskich Wysp Dziewiczych (od 2021)

  - Premier – Andrew Fahie, Premierzy Brytyjskich Wysp Dziewiczych (od 2019)
- Curaçao (samorządny kraj członkowski Królestwa Niderlandów)
  - Gubernator – Lucille George-Wout, Gubernatorzy Curaçao (od 2013)
  - Premier – Eugene Rhuggenaath, Premierzy Curaçao (od 2017)
- Dominika
  - Prezydent – Charles Savarin, Prezydenci Dominiki (2013–2023)
  - Premier – Roosevelt Skerrit, Premierzy Dominiki (od 2004)
- Dominikana
  - Prezydent – Luis Abinader, Prezydenci Dominikany (od 2020)
- Grenada
  - Król – Elżbieta II, Królowie Grenady (1974–2022)
  - Gubernator generalny – Cécile La Grenade, Gubernatorzy generalni Grenady (od 2013)
  - Premier – Keith Mitchell, Premierzy Grenady (od 2013)
- Grenlandia (autonomiczne terytorium Królestwa Danii)
  - Wysoki komisarz – Mikaela Engell, Wysocy komisarze Grenlandii (od 2011)
  - Premier – 
    1. Kim Kielsen, Premierzy Grenlandii (2014–2021)
    2. Múte Bourup Egede, Premierzy Grenlandii (od 2021)
- Gwadelupa (departament zamorski Francji)
  - Prefekt – Éric Maire, Prefekci Gwadelupy (od 2017)
  - Przewodniczący Rady Departamentalnej – Josette Borel-Lincertin, Przewodniczący Rady Departamentalnej Gwadelupy (od 2015)
  - Przewodniczący Rady Regionalnej – Ary Chalus, Przewodniczący Rady Regionalnej Gwadelupy (od 2015)
- Gwatemala
  - Prezydent – Alejandro Giammattei, Prezydenci Gwatemali (2020–2024)
- Haiti
  - Prezydent –
    1. Jovenel Moïse, Prezydenci Haiti (2017–2021)

  - p.o Prezydenta –
    1. Claude Joseph, Prezydenci Haiti (2021)
    2. Ariel Henry, Prezydenci Haiti (od 2021)

  - Premier –
    1. Joseph Jouthe, Premierzy Haiti (2020–2021)
    2. Ariel Henry, Premierzy Haiti (od 2021)

  - p.o Premiera –
    1. Claude Joseph, Premierzy Haiti (2021)
- Honduras
  - Prezydent – Juan Orlando Hernández, Prezydenci Hondurasu (2014–2022)
- Jamajka
  - Król – Elżbieta II, Królowie Jamajki (1962–2022)
  - Gubernator generalny – Patrick Linton Allen, Gubernatorzy generalni Jamajki (od 2009)
  - Premier – Andrew Holness, Premierzy Jamajki (od 2016)
- Kajmany (terytorium zamorskie Wielkiej Brytanii)
  - Gubernator – Martyn Roper, Gubernatorzy Kajmanów (od 2018)
  - Premier – Alden McLaughlin, Premierzy Kajmanów (od 2013)
- Kanada
  - Król – Elżbieta II, Królowie Kanady (1952–2022)
  - Gubernator generalny –
    1. Julie Payette, Gubernatorzy generalni Kanady (2017–2021)
    2. Richard Wagner, Administrator rządu Kanady (2021)
    3. Mary Simon, Gubernatorzy generalni Kanady (od 2021)

  - Premier – Justin Trudeau, Premierzy Kanady (od 2015)
- Kostaryka
  - Prezydent – Carlos Alvarado Quesada, Prezydenci Kostaryki (od 2018)
- Kuba
  - Pierwszy sekretarz KPK –
    1. Raúl Castro, Pierwsi sekretarze Komunistycznej Partii Kuby (2011–2021)
    2. Miguel Díaz-Canel, Pierwsi sekretarze Komunistycznej Partii Kuby (od 2021)

  - Prezydent – Miguel Díaz-Canel, Prezydenci Kuby (od 2019)
  - Premier – Manuel Marrero Cruz, Premierzy Kuby (od 2019)
- Martynika (departament zamorski Francji)
  - Prefekt – Franck Robine, Prefekci Martyniki (od 2017)
  - Przewodniczący Rady Wykonawczej – Alfred Marie-Jeanne, Przewodniczący Rady Wykonawczej Martyniki (od 2015)
  - Przewodniczący Zgromadzenia Martyniki – Claude Lise, Przewodniczący Zgromadzenia Martyniki (od 2015)
- Meksyk
  - Prezydent – Andrés Manuel López Obrador, Prezydenci Meksyku (od 2018)
- Montserrat (terytorium zamorskie Wielkiej Brytanii)
  - Gubernator – Andrew Pearce, Gubernatorzy Montserratu (od 2018)
  - Premier – Easton Taylor-Farrell, Premierzy Montserratu (od 2019)
- Nikaragua
  - Prezydent – Daniel Ortega, Prezydenci Nikaragui (od 2007)
- Panama
  - Prezydent – Laurentino Cortizo, Prezydenci Panamy (od 2019)
- Saint-Barthélemy (wspólnota zamorska Francji)
  - Prefekt – Sylvie Feucher, Prefekci Saint Barthélemy (od 2018)
  - Przewodniczący Rady Terytorialnej – Bruno Magras, Przewodniczący Rady Terytorialnej Saint Barthélemy (od 2007)
- Saint Kitts i Nevis
  - Król – Elżbieta II, Królowie Saint Kitts i Nevis (1983–2022)
  - Gubernator generalny – Samuel Weymouth Tapley Seaton, Gubernatorzy generalni Saint Kitts i Nevis (od 2015)
  - Premier – Timothy Harris, Premierzy Saint Kitts i Nevis (od 2015)
- Saint Lucia
  - Król – Elżbieta II, Królowie Saint Lucia (1979–2022)
  - Gubernator generalny – Neville Cenac, Gubernatorzy generalni Saint Lucia (od 2018)
  - Premier –
    1. Allen Chastanet, Premierzy Saint Lucia (2016–2021)
    2. Philip Pierre, Premierzy Saint Lucia (od 2021)
- Saint-Martin (wspólnota zamorska Francji)
  - Prefekt – Sylvie Feucher, Prefekci Saint-Martin (od 2018)
  - Przewodniczący Rady Terytorialnej – Daniel Gibbs, Przewodniczący Rady Terytorialnej Saint-Martin (od 2017)
- Saint-Pierre i Miquelon (wspólnota zamorska Francji)
  - Prefekt – Henri Jean, Prefekci Saint-Pierre i Miquelon (od 2016)
  - Przewodniczący Rady Terytorialnej – Stéphane Artano, Przewodniczący Rady Terytorialnej Saint-Pierre i Miquelon (od 2006)
- Saint Vincent i Grenadyny
  - Król – Elżbieta II, Królowie Saint Vincent i Grenadyn (1979–2022)
  - Gubernator generalny – Susan Dougan, Gubernatorzy generalni Saint Vincent i Grenadyn (od 2019)
  - Premier – Ralph Gonsalves, Premierzy Saint Vincent i Grenadyn (od 2001)
- Salwador
  - Prezydent – Nayib Bukele, Prezydenci Salwadoru (od 2019)
- Sint Maarten (samorządny kraj członkowski Królestwa Niderlandów)
  - Gubernator – Eugene Holiday, Gubernatorzy Sint Maarten (od 2010)
  - Premier – Silveria Jacobs, Premierzy Sint Maarten (od 2019)
- Stany Zjednoczone
  - Prezydent –
    1. Donald Trump, Prezydenci Stanów Zjednoczonych (2017–2021)
    2. Joe Biden, Prezydenci Stanów Zjednoczonych (od 2021)

  -  Portoryko (Terytorium zorganizowane o statusie wspólnoty Stanów Zjednoczonych Ameryki)
    - Gubernator –
      1. Wanda Vázquez Garced, Gubernatorzy Portoryko (2019–2021)
      2. Pedro Pierluisi, Gubernatorzy Portoryko (od 2021)

  -  Wyspy Dziewicze Stanów Zjednoczonych (Nieinkorporowane terytorium zorganizowane Stanów Zjednoczonych Ameryki)
    - Gubernator – Kenneth Mapp, Gubernatorzy Wysp Dziewiczych Stanów Zjednoczonych (od 2015)
- Trynidad i Tobago
  - Prezydent – Paula-Mae Weekes, Prezydenci Trynidadu i Tobago (od 2018)
  - Premier – Keith Rowley, Premierzy Trynidadu i Tobago (od 2015)
- Turks i Caicos (terytorium zamorskie Wielkiej Brytanii)
  - Gubernator – Nigel Dakin, Gubernatorzy Turks i Caicos (od 2019)
  - Premier –
    1. Sharlene Cartwright-Robinson, Premierzy Turks i Caicos (2016–2021)
    2. Washington Misick, Premierzy Turks i Caicos (od 2021)

## Ameryka Południowa
- Argentyna
  - Prezydent – Alberto Fernández, prezydenci Argentyny (od 2019)
- Boliwia
  - Prezydent – Luis Arce, Prezydenci Boliwii (od 2019)
- Brazylia
  - Prezydent – Jair Bolsonaro, Prezydenci Brazylii (od 2019)
- Chile
  - Prezydent – Sebastián Piñera, Prezydenci Chile (od 2018)
- Ekwador
  - Prezydent –
    1. Lenín Moreno, Prezydenci Ekwadoru (2017–2021)
    2. Guillermo Lasso, Prezydenci Ekwadoru (od 2021)
- Falklandy (terytorium zamorskie Wielkiej Brytanii)
  - Gubernator – Nigel Phillips, Gubernatorzy Falklandów (od 2017)
  - Szefowie Rady Wykonawczej – Barry Rowland, Szefowie Rady Wykonawczej Falklandów (od 2016)
- Georgia Południowa i Sandwich Południowy (terytorium zamorskie Wielkiej Brytanii)
  - Komisarz – Nigel Phillips, Komisarze Georgii Południowej i Sandwicha Południowego (od 2017)
  - Starszy naczelnik – Tariq Ahmad, Starsi naczelnicy Georgii Południowej i Sandwicha Południowego (od 2017)
- Gujana
  - Prezydent – Irfaan Ali, Prezydenci Gujany (od 2020)
  - Premier – Mark Phillips, Premierzy Gujany (od 2020)
- Gujana Francuska (departament zamorski Francji)
  - Prefekt – Thierry Queffelec, Prefekci Gujany Francuskiej (od 2020)
  - Przewodniczący Zgromadzenia Gujany – Rodolphe Alexandre, Przewodniczący Zgromadzenia Gujany (od 2015)

- Kolumbia
  - Prezydent – Iván Duque Márquez, prezydenci Kolumbii (2018–2022)

- Paragwaj
  - Prezydent – Mario Abdo Benítez, Prezydenci Paragwaju (2018–2023)

- Peru
  - Prezydent –
    1. Francisco Sagasti, prezydenci Peru (2020–2021)
    2. Pedro Castillo, prezydenci Peru (2021–2022)

  - Premier –
    1. Violeta Bermúdez, Premierzy Peru (2020–2021)
    2. Guido Bellido, Premierzy Peru (2021)
    3. Mirtha Vásquez, Premierzy Peru (2021–2022)

- Surinam
  - Prezydent – Chan Santokhi, Prezydenci Surinamu (od 2020)

- Urugwaj
  - Prezydent – Luis Lacalle Pou, Prezydenci Urugwaju (od 2020)

- Wenezuela
  - Prezydent – Nicolás Maduro, Prezydenci Wenezueli (od 2013)

## Australia i Oceania
- Australia
  - Król – Elżbieta II, Królowie Australii (1952–2022)
  - Gubernator generalny – David Hurley, Gubernatorzy generalni Australii (od 2019)
  - Premier – Scott Morrison, Premierzy Australii (2018–2022)
  -  Wyspa Bożego Narodzenia (terytorium zewnętrzne Australii)
    - Administrator – Natasha Griggs, Administratorzy Wyspy Bożego Narodzenia (od 2017)
    - Przewodniczący Rady – Gordon Thomson, Przewodniczący Rady Wyspy Bożego Narodzenia (od 2013)

  -  Wyspy Kokosowe (terytorium zewnętrzne Australii)
    - Administrator – Barry Haase, Administratorzy Wysp Kokosowych (od 2014)
    - Przewodniczący Rady – Balmut Pirus, Przewodniczący Rady Wysp Kokosowych (od 2015)

  -  Norfolk (terytorium zewnętrzne Australii)
    - Administrator – Eric Hutchinson, Administratorzy Norfolku (od 2017)
    - Dyrektor Wykonawczy – Peter Gesling, Dyrektorzy wykonawczy Norfolku (od 2015)
- Fidżi
  - Prezydent – George Konrote, Prezydenci Fidżi (od 2015)
  - Premier – Frank Bainimarama, Premierzy Fidżi (od 2007)
- Guam (nieinkorporowane terytorium zorganizowane Stanów Zjednoczonych Ameryki)
  - Gubernator – Lou Leon Guerrero, Gubernatorzy Guamu (od 2019)
- Kiribati
  - Prezydent – Taneti Mamau, Prezydenci Kiribati (od 2016)
- Mariany Północne (nieinkorporowane terytorium zorganizowane Stanów Zjednoczonych Ameryki)
  - Gubernator – Ralph Torres, Gubernatorzy Marianów Północnych (od 2015)
- Mikronezja
  - Prezydent – David W. Panuelo, Prezydenci Mikronezji (od 2019)
- Nauru
  - Prezydent – Lionel Aingimea, Prezydenci Nauru (od 2019)
- Nowa Kaledonia (wspólnota sui generis Francji)
  - Wysoki komisarz – Laurent Prévost, Wysocy Komisarze Nowej Kaledonii (od 2019)
  - Przewodniczący rządu –
    1. Thierry Santa, Przewodniczący rządu Nowej Kaledonii (2019–2021)
    2. Louis Mapou, Przewodniczący rządu Nowej Kaledonii (od 2021)
- Nowa Zelandia
  - Król – Elżbieta II, Królowie Nowej Zelandii (1952–2022)
  - Gubernator generalny –
    1. Patsy Reddy, Gubernatorzy generalni Nowej Zelandii (2016–2021)
    2. Helen Winkelmann, Administrator rządu Nowej Zelandii (2021)
    3. Cindy Kiro, Gubernatorzy generalni Nowej Zelandii (od 2021)

  - Premier – Jacinda Ardern, Premierzy Nowej Zelandii (od 2017)
  -  Wyspy Cooka (terytorium stowarzyszone Nowej Zelandii)
    - Wysoki Komisarz – Peter Marshall, Wysocy Komisarze Wysp Cooka (od 2015)
    - Przedstawiciel Królowej – Tom Marsters, Przedstawiciele Królowej na Wyspach Cooka (od 2013)
    - Premier – Henry Puna, Premierzy Wysp Cooka (od 2010)

  -  Niue (terytorium stowarzyszone Nowej Zelandii)
    - Wysoki Komisarz – Ross Ardern, Wysocy Komisarze Niue (od 2014)
    - Premier – Dalton Tagelagi, Premierzy Niue (od 2020)

  -  Tokelau (terytorium zależne Nowej Zelandii)
    - Administrator – Brook Barrington, P.o. Administratora Tokelau (od 2017)
    - Szef rządu – Siopili Perez, Szefowie rządu Tokelau (od 2017)
- Palau
  - Prezydent –
    1. Tommy Remengesau, Prezydenci Palau (2013–2021)
    2. Surangel Whipps Jr. (od 2021)
- Papua-Nowa Gwinea
  - Król – Elżbieta II, Królowie Papui-Nowej Gwinei (1975–2022)
  - Gubernator generalny – Bob Dadae, Gubernatorzy generalni Papui-Nowej Gwinei (od 2017)
  - Premier – James Marape, Premierzy Papui-Nowej Gwinei (od 2019)
- Pitcairn (terytorium zamorskie Wielkiej Brytanii)
  - Gubernator – Jonathan Sinclair, Gubernatorzy Pitcairn (od 2014)
  - Burmistrz – Shawn Christian, Burmistrzowie Pitcairn (od 2014)
- Polinezja Francuska (wspólnota zamorska Francji)
  - Wysoki Komisarz – René Bidal, Wysocy komisarze Polinezji Francuskiej (od 2016)
  - Prezydent – Édouard Fritch, Prezydenci Polinezji Francuskiej (od 2014)
- Samoa
  - Głowa państwa – Tuimalealiʻifano Vaʻaletoa Sualauvi II, O le Ao o le Malo Samoa (od 2017)
  - Premier –
    1. Tuilaʻepa Sailele Malielegaoi, Premierzy Samoa (1998–2021)
    2. Naomi Mataʻafa, Premierzy Samoa (od 2021)
- Samoa Amerykańskie (nieinkorporowane terytorium niezorganizowane Stanów Zjednoczonych Ameryki)
  - Gubernator –
    1. Lolo Matalasi Moliga, Gubernatorzy Samoa Amerykańskiego (2013–2021)
    2. Lemanu Peleti Mauga, Gubernatorzy Samoa Amerykańskiego (od 2021)
- Tonga
  - Król – Tupou VI, Królowie Tonga (od 2012)
  - Premier – 
    1. Pōhiva Tuʻiʻonetoa, Premierzy Tonga (2019–2021)
    2. Siaosi Sovaleni, Premierzy Tonga (od 2021)
- Tuvalu
  - Król – Elżbieta II, Królowie Tuvalu (1978–2022)
  - Gubernator generalny – 
    1. Teniku Talesi Honolulu, P.o. gubernatora generalnego Tuvalu (2019–2021)
    2. Tofiga Vaevalu Falani, Gubernatorzy generalni Tuvalu (od 2021)

  - Premier – Enele Sopoaga, Premierzy Tuvalu (od 2013)
- Vanuatu
  - Prezydent – Tallis Obed Moses, Prezydenci Vanuatu (od 2017)
  - Premier – Charlot Salwai, Premierzy Vanuatu (od 2016)
- Wallis i Futuna (wspólnota zamorska Francji)
  - Administrator –
    1. Hervé Jonathan, Administratorzy Wallis i Futuny (od 2021)

  - Przewodniczący Zgromadzenia Terytorialnego – Atoloto Kolokilagi, Przewodniczący Zgromadzenia Terytorialnego Wallis i Futuny (od 2019)
- Wyspy Marshalla
  - Prezydent – David Kabua, Prezydenci Wysp Marshalla (od 2020)
- Wyspy Salomona
  - Król – Elżbieta II, Królowie Wysp Salomona (1978–2022)
  - Gubernator generalny – David Vunagi, Gubernatorzy generalni Wysp Salomona (od 2019)
  - Premier – Manasseh Sogavare, Premierzy Wysp Salomona (od 2019)